# 李存贞
李存贞（9世纪—？），唐朝末年沙陀族军阀李克用部将，一作儿子。
唐僖宗年间，李克用参与对黄巢农民军作战。中和三年（883年）正月，李存贞在沙苑打败黄巢弟黄揆。
唐昭宗乾宁二年（895年），静难节度使（邠宁节度使）王行瑜、凤翔节度使李茂贞、镇国军节度使韩建逼宫，昭宗出奔。时李克用为河东节度使，起兵勤王。八月，进军渭桥，遣李存贞为前锋。十月，李存贞在梨园北败邠宁军，杀千余人，从此梨园守军闭壁不敢出。李克用遣李存贞奉表于行在，请昭宗回宫。最后王行瑜败亡，李茂贞和韩建与朝廷言和。
此后没有李存贞的记载。